# Chľaba
Chľaba – wieś (obec) w południowo-zachodniej Słowacji w kraju nitrzańskim, w powiecie Nowe Zamki na Nizinie Naddunajskiej. 
W miejscowości jest przystanek kolejowy Chľaba.